# James D. Hansen
James Douglas Hansen (* 18. Juni 1949 in Tacoma, Washington, USA) ist ein US-amerikanischer Diplomat, Journalist und Medienunternehmer.

## Leben und berufliche Laufbahn

### Studium und State Department
James Hansen wurde nach einem Studium der politischen Wissenschaften und der Philosophie an der Oakland University in Rochester promoviert und erhielt in der Folge ein Stipendium der niederländischen Regierung, das ihm erlaubte, in Den Haag ein Postgraduiertenstudium in politischen Wissenschaften und statistischer Analyse am Institut für soziale Studien zu absolvieren. Danach bereitete er sich am Foreign Service Institute des State Department auf eine diplomatische Karriere vor.
Von 1974 bis 1975 war er Assistent des Staatssekretärs für Europäische Angelegenheiten, von 1975 bis 1977 Vizekonsul des amerikanischen Generalkonsulats in Neapel.

### Journalistische Laufbahn
1977 verließ er den diplomatischen Dienst und wurde Korrespondent zahlreicher amerikanischer und englischer Tageszeitungen und Zeitschriften, darunter in Italien von La Stampa (Turin) und in Großbritannien von Daily Mail. Daneben arbeitete er als Berater des amerikanischen Fernsehsenders CBS und war für die populärwissenschaftliche Zeitschrift New Scientist tätig.

### Medienarbeit
1985 wurde er Pressesprecher von Carlo De Benedetti und Chef des Pressebüros von Olivetti in Ivrea, wo er bis 1989 blieb. Von 1989 bis 1993 wechselte er zur 1978 von Silvio Berlusconi gegründeten Medienholding Fininvest und wurde zunächst als Direktor der Abteilung für Öffentlichkeitsarbeit dessen Sprecher, dann Leiter der Finanzkommunikation, Verantwortlicher der Investor relations (Investorendialog) für das Unternehmen Standa und die Verlagsgruppe Mondadori, dazu Leiter der Außenbeziehungen von Standa SpA und Kommunikationsleiter von Mediolanum Sport.
1993 bis 1996 arbeitete er wieder als Auslandskorrespondent aus Italien für die Tageszeitungen Daily Telegraph und International Herald Tribune, danach war er bis 1998 Pressechef von STET/Telecom Italia.

### Hansen Worldwide
1999 gründete er die Gesellschaft Hansen Worldwide Srl mit Sitz in Mailand, der er als Präsident und CEO (Geschäftsführer) vorsteht. Hansen Worldwide ist ein Beratungsunternehmen, das sich auf die Konsulenz für italienische Unternehmen in Auslandsbeziehungen spezialisiert hat, daneben zählen nordamerikanische und asiatische Unternehmen zu seinen Kunden.
2004 bis 2015 betrieb Hansen Worldwide das Service-Netzwerk "corrispondenti.net" für ausländische Korrespondenten in Italien, das eingestellt wurde, aber als Archiv weiterhin zugänglich ist.
Hansens Büro hat lange Zeit das Nachrichtenmagazin The Economist in Italien vertreten und ist noch immer italienischer Repräsentant de Wall Street Journal.
James Hansen war Chefredakteur der geopolitischen Zeitschrift East, die in 22 Ländern vertrieben wird. Derzeit (Stand 2018) leitet er die wöchentlichen Internet-Kolumnen „Nota diplomatica“ und „Nota design“, die sich durch einen geschliffenen, ironischen Stil von den üblichen Presseaussendungen abheben.

### Weitere Funktionen
Hansen ist Gründungsmitglied und war lange Zeit Vizepräsident der „Associazione Italiana Investor Relations (AIIR)“. Er gibt die Zeitschrift für Tierliebhaber Animal glamour heraus.